# Robert Greig Davidson
Pour l’article homonyme, voir Davidson.
Robert Grieg Davidson (21 juillet 1875-3 août 1948) est un agriculteur et homme politique fédéral du Québec.

## Biographie
Né à Sherbrooke en Estrie, M. Davidson effectua ses études à Sherbrooke et au Collège Saint-Charles Borromeo de Charlesbourg. Il devint ensuite administrateur du Collège de Stanstead et directeur de la Wastern Townships Agricultural Association.
Élu député du Parti libéral du Canada dans la circonscription fédérale de Stanstead en 1935, il fut réélu en 1940. Puisque cette dernière élection fut déclarée nulle, il perdit l'élection partielle de 1943 contre le candidat du Bloc populaire : Joseph-Armand Choquette